# Orthotmeta dentata
Orthotmeta dentata là một loài bướm đêm trong họ Geometridae.